# Општина Чахлау (Њамц)
Чахлау (рум. Ceahlău) општина је у Румунији у округу Њамц.
Oпштина се налази на надморској висини од 513 m.